# Louise de Ramezay
Pour les articles homonymes, voir Ramezay.
Louise de Ramezay, née à Montréal le 6 juillet 1705 et morte le 22 octobre 1776, est une personnalité du monde des affaires de la Nouvelle-France.
Elle est la fille de Claude de Ramezay, gouverneur de Montréal et de Marie-Charlotte Denys de La Ronde. Elle reçoit son éducation au couvent des Ursulines, à Québec. Elle demeure célibataire, comme sa sœur Marie-Charlotte. 

## Famille
Louise de Ramezay vient d'une famille de 16 enfants. Elle fait partie d’une des familles importantes dans l'histoire de la Nouvelle-France. Son père a d’ailleurs construit un célèbre château qui existe encore aujourd’hui, sur la Rue Notre-Dame, à Montréal. Il semble que le nom de Ramezay tire son origine du nom écossais Ramsay.

## Biographie
Vers l’âge de 30 ans, elle s'intéresse à l’administration des biens de sa famille, particulièrement de la scierie de son père. Après la mort de ce dernier, Louise de Ramezay s’associe à Clément de Sabrevois de Bleury pour l’exploitation de la scierie. Entre 1732 et 1737, un long procès oppose les deux associés. À ce moment-là, elle avait acquis assez de connaissance en gestion pour devenir propriétaire de diverses entreprises. Plus tard, elle devient propriétaire de la scierie de son père. À partir de 1739, elle veille à ce que la scierie de la rivière des Hurons ne chôme pas, et ce, pendant 30 ans. En 1760, elle voit son entourage fuir le pays à la suite de l'invasion britannique. Cela la pousse donc à poursuivre son rêve et se retrouve entourée de révolutionnaires américains 15 ans plus tard.
Elle meurt le 22 octobre 1776.

## Hommage
Il y a maintenant une rue de la ville de Chambly (Québec) portant son nom.